# Lichenostomus
Lichenostomus é um género de ave da família Meliphagidae.
Este género contém as seguintes espécies:
- Lichenostomus subfrenatus
- Lichenostomus obscurus
- Lichenostomus frenatus
- Lichenostomus hindwoodi
- Lichenostomus chrysops
- Lichenostomus versicolor
- Lichenostomus fasciogularis
- Lichenostomus virescens
- Lichenostomus flavus
- Lichenostomus unicolor
- Lichenostomus leucotis
- Lichenostomus flavicollis
- Lichenostomus melanops
- Lichenostomus cratitius
- Lichenostomus keartlandi
- Lichenostomus flavescens
- Lichenostomus fuscus
- Lichenostomus plumulus
- Lichenostomus ornatus
- Lichenostomus penicillatus